# Mirek
Mirek je mužské rodné jméno, pravděpodobně znamenající mírumilovný nebo mírný, ale má i jiný význam neznámého původu.

## Známí nositelé
- Mirek Čejka (1929–2017) – český lingvista
- Mirek Elpl (1905–1960) – český spisovatel
- Mirek Hoffmann (1935–2019) – český zpěvák
- Mirek Kaufman (* 1963) – český malíř
- Mirek Kovářík (1934–2020) – český herec, moderátor a vysokoškolský pedagog
- Mirek Podivínský (* 1925) – český rozhlasový redaktor a exilový pracovník
- Mirek Smíšek (1925–2013) – světové známý keramik českého původu
- Mirek Sova (* 1956) – český kytarista
- Mirek Topolánek (* 1956) – český politik
- Mirek Dušín – literární postava, člen Rychlých šípů Jaroslava Foglara

## Cizojazyčné formy
V jiných jazycích se používají formy:
- Mirko (angličtina, němčina, italština, portugalština)
- Mirkó (maďarština)
- Miro (finština, slovinština)
- Mircea (rumunština)

## Zdrobnělina
Používá se jako domácká podoba více křestních jmen:
- Miroslav
- jména končící na -mír (Jaromír, Slavomír, Lubomír, Bohumír atd.)